# Nijkerkse beroeringen
De Nijkerkse beroeringen, ook wel bekend als Nijkerkse beroerte, de Opwekking van Nijkerk of de Nijkerkse beweging, was een zogenaamde opwekking binnen het christendom die van 1749 tot 1752 plaatsvond in de Nederlandse plaats Nijkerk. Het is de bekendste van de opwekkingen die rond 1750 in Nederland plaatsvond.

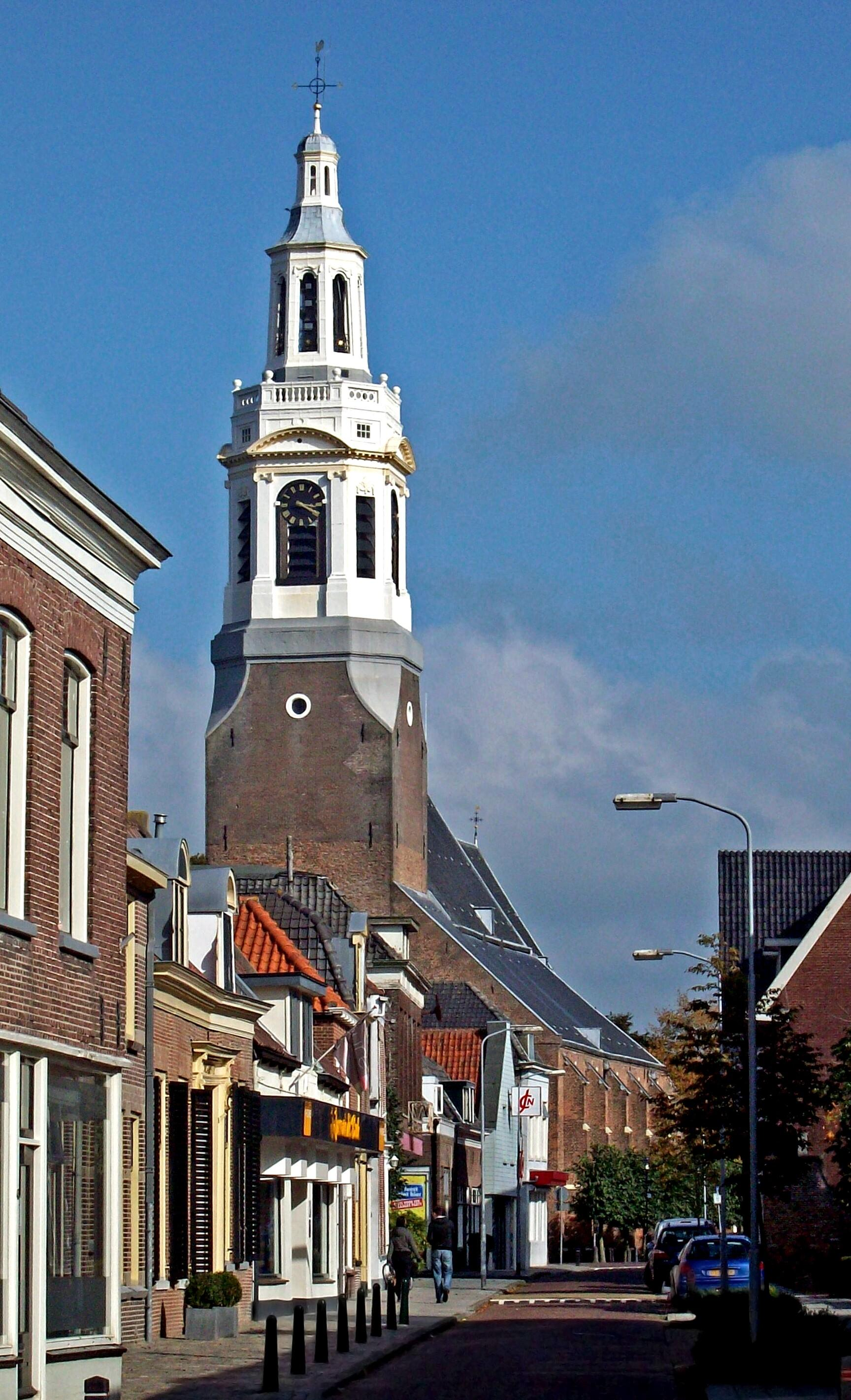
De Grote Kerk

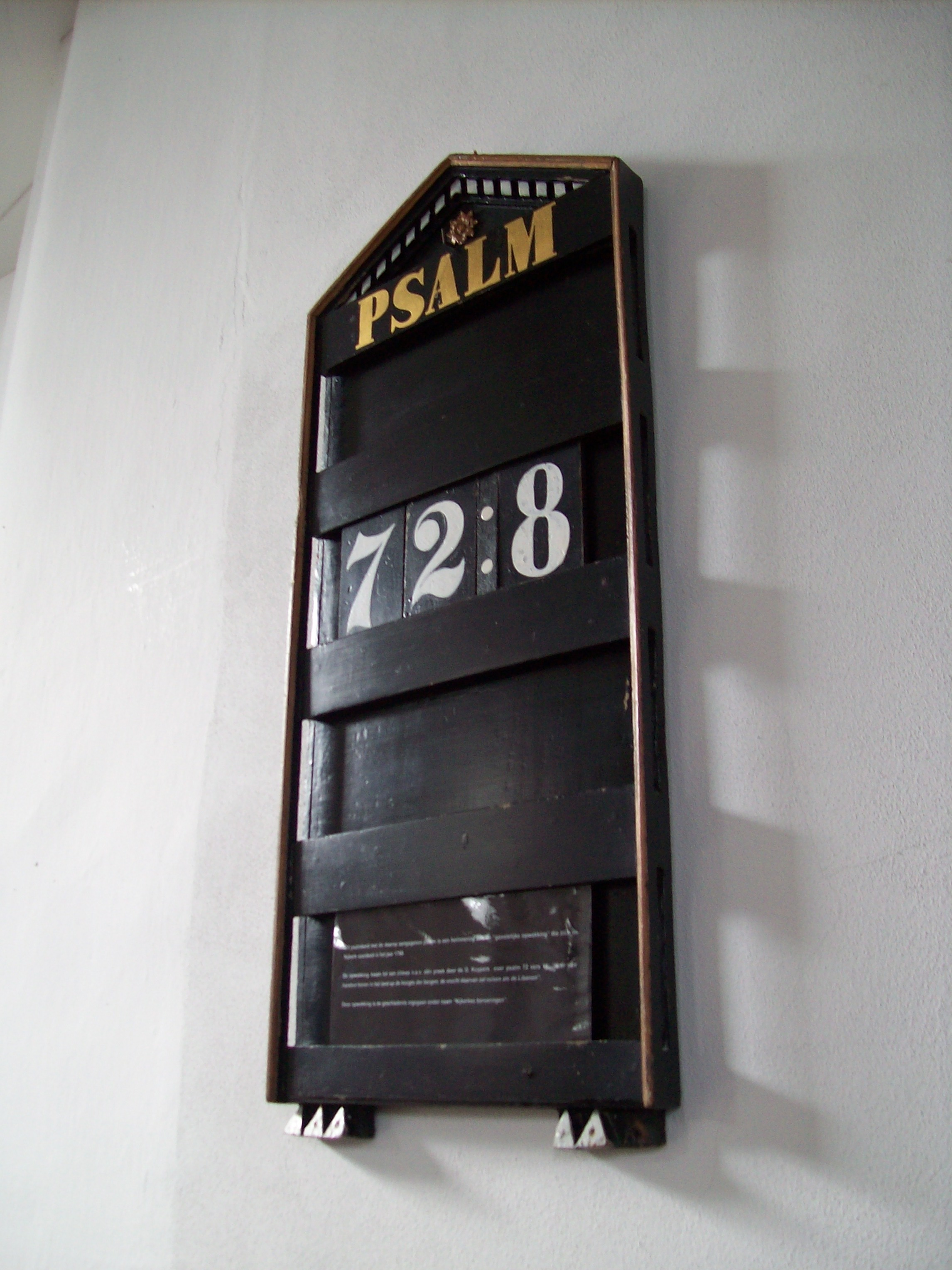
Enkele van deze oude psalmborden hangen in de Grote Kerk ter herinnering aan de beroeringen

In die tijd was Nijkerk een kleine stad aan de Zuiderzee. In de achttiende eeuw had de Verlichting een grote invloed op het kerkelijk leven. In zekere zin kan de Nijkerkse beroering als een reactie daarop worden gezien.
De opwekking in Nijkerk stond onder leiding van de predikant Gerardus Kuypers. Sinds 27 april 1749 was Kuypers aan de kerkelijke gemeente in Nijkerk verbonden. Het grootste deel van de inwoners van Nijkerk was lid van de Hervormde Kerk. In de gemeente was ook de predikant Roldanus werkzaam.
Een half jaar na de bevestiging van Kuypers deden zich de eerste verschijnselen van opwekking voor. Door zijn welsprekendheid had hij grote invloed op de kerkgangers, bij wie tot dan toe weinig 'geestelijke bloei' te bespeuren viel. De eerste openbare beroering vond plaats tijdens een officiële kerkdienst in november 1749, die werd geleid door ds. Roldanus. Een oude vrouw begon hardop te roepen en met veel gejammer tot God te bidden. In de daaropvolgende maanden kwam dit verschijnsel veelvuldig voor. Bij sommige aanwezigen waren de emoties dermate hevig dat zij met hun hele lichaam schudden en beefden, waarop zij uit de kerk werden verwijderd. De opwekkingsbeweging had grote impact op het kerkelijk leven. Door de hele stad vonden maandenlang spontaan bijeenkomsten plaats. De predikanten waren positief over de opwekkingsbeweging, omdat zij zagen dat deze leidde tot meer belangstelling voor de kerkdiensten en een beter zedelijk leven. Wel waren zij negatief over de verstoring van de kerkdiensten. De Nijkerkse beroeringen hadden een grote invloed op andere steden – al dan niet in de omgeving. Een bekend voorbeeld is de Achterhoekse plaats Aalten.

## Kritiek
De Nijkerkse beroeringen kregen ook veel kritiek te verduren. De belangrijkste redenen waren de wilde manifestaties. Beschuldigingen van geestdrijverij en dweperij sloegen in, omdat de kerk daar in die tijd ontzettend bang voor was. In de achttiende eeuw keerde de kerk zich tegen alles wat daar maar enigszins op leek. Op naam van Kuypers werden enkele valse brieven uitgegeven, die voeding gaven aan de critici van de opwekking. Uiteindelijk verdedigde Kuypers zichzelf in 1750 met het geschrift Getrouw verhaal en Apologie.
De opwekkingsbeweging en de discussies duurden voort tot 1752. Op last van stadhouder Willem IV vaardigde de synode een verbod uit op de 'uitingen' (manifestaties) in de kerk. Kuypers zelf zou nog tot 1759 verbonden blijven aan de gemeente.

## Trivia
- Circa 250 jaar na de opwekking presenteerde een plaatselijke politieke partij zich als Nieuwe Nijkerkse Beroeringen. De naam was een ludieke keuze.